# Kamie Ethridge
Mary Camille "Kamie" Ethridge (Hereford, 21 april 1964) is een voormalig Amerikaans basketbalspeelster. Zij won met het Amerikaans basketbalteam de gouden medaille tijdens de Olympische Zomerspelen 1988. Ethridge werd in 2002 toegevoegd aan de Women’s Basketball Hall of Fame.
Ethridge speelde voor het team van de Universiteit van Texas in Austin. In 1986 wist ze met dit team het landelijke NCAA kampioenschap te winnen. Ze speelde ook een seizoen in de Italiaanse competitie.
Tijdens de Olympische Zomerspelen 1988 in Seoel won ze olympisch goud door Joegoslavië te verslaan in de finale met 77-70. Ook won ze het Wereldkampioenschap basketbal 1986.
Na haar carrière als speler werd zij basketbalcoach. In 2018 werd ze coach voor het team van de Washington State University. 